# Hotel Dante
Hotel Dante (ang. Dante’s Cove) – amerykański miniserial telewizyjny łączący elementy horroru, fantasy i homoerotyczne, w reżyserii Sama Irvina. Określany mianem "pierwszego horroru gejowsko-lesbijskiego", zasadniczo dlatego, że niemal wszyscy bohaterowie (w tym wszyscy mężczyźni) są orientacji homoseksualnej lub biseksualnej.
Jak dotąd powstało trzynaście odcinków; pilot (z 2004 roku); pierwszy liczył 84 minuty, drugi 106 minut (razem utworzyły pierwszą serię), natomiast kolejnych pięć (druga seria) liczyło po 60 minut każdy. Całość wyprodukowała stacja telewizyjna here!, zajmująca się programami dla widowni LGBT. W 2007 roku nakręcono odcinki do trzeciego sezonu, wzbogaconego nowymi postaciami i odtwórcami ról.
Powstał spin off serialu pt. The Lair, również emitowany na antenie stacji here!.

## Fabuła
Sezon 1, odcinek 0: niepokazywany pilot
Kevin Foster jest 17-letnim uciekinierem, który przyjeżdża do Dante’s Cove aby uciec przed homofobicznymi rodzicami i by mieszkać ze swoim ukochanym Tobim. Pensjonat Dante jest nawiedzony. Poznaje Van, lesbijską artystkę, która jest miłośniczką lokalnej historii. Pewnego wieczoru Kevin odkrywa zamkniętą piwnicę, gdzie znajduje Ambrosius Vallina, 160. letniego maga, uwięzionego przez zazdrosną narzeczoną Grace - czarownicę. Ambrosius planuje zrobić z Kevina kochanka na wieczność. Grace ma inne plany: chce uwięzić byłego narzeczonego raz jeszcze.
Sezon 1, odcinek 1: Na początku
1840 rok, małe amerykańskie miasteczko Dante’s Cove, znajdujące się bliżej nieokreślonej wyspie na Karaibach. Grace Neville (Tracy Scoggins), czarownica Księżyca, ma zamiar poślubić lokalnego młodego bogacza Ambrosiusa Vallina (William Gregory Lee). Przypadek sprawia, że pewnego dnia wraca do domu i zastaje swojego ukochanego w intymnej sytuacji z lokajem. Wściekła, przy pomocy czarów zabija kochanka Ambrosiusa, a jego samego zamienia w starca i zamyka w lochu. Tylko pocałunek młodego mężczyzny może zdjąć klątwę z Ambrosiusa.
Współczesność. Toby (Charlie David) spędza urocze wakacje ze swoim chłopakiem Kevinem (Gregory Michael). Niestety musi wrócić do pracy do Dante’s Cove. Niedługo potem przyjeżdża Kevin, który uciekając przed homofobiczną matką i jej kochankiem, zamieszkuje ze swoim partnerem w "Pensjonacie Dante" - lokalnym ośrodku dla gejów i lesbijek, który, jak głoszą legendy, jest nawiedzony. Poznaje Van (Nadine Heimann) przyjaciółkę Tobiego, artystkę, która miewa dziwne wizje i fascynuje się magią i voodoo, Coreya (Josh Berresford) stałego mieszkańca pensjonatu i bardzo luzackiego kolesia, Amber (Zara Taylor) – imprezowiczkę, która ma ochotę na lokalną DJ-kę Chrissy, Adama (w pierwszej serii Stephen Amell, w drugiej i trzeciej serii Jon Fleming), jedynego hetero w okolicy, który jest byłym Tobiego, oraz Josha (Tim McElwee) – biseksualistę w związku z dziewczyną.
Historia nabiera tempa kiedy Kevin odkrywa drzwi do piwnicy, gdzie uwięziony jest Ambrosius. Uwalnia go z niewoli oraz złego zaklęcia. Jak się okazuje, uwalnia w nim pokład również obsesji na swoim punkcie - od tej pory Ambrosius będzie próbował zdobyć Kevina na wszelkie sposoby.
Sezon 1, odcinek 2: Następnie mrok
Uwolniony z niewoli Ambrosius, który w międzyczasie pozyskał magiczne moce, tnie Kevina. Odnajduje go Toby i zawozi do szpitala. W tym czasie Ambrosius zamieszkuje latarnie i obmyśla plan zdobycia Kevina. Grace, która odkrywa ucieczkę byłego narzeczonego, przy pomocy czarnej magii próbuje mu przeszkodzić. Ostatecznie Kevin umiera zabity przez zadrosną czarownicę, a Ambrousius więzi ją w ten sam sposób jak ona dwa wieki temu jego. Przy pomocy pocałunku powoduje, że czar pryska i Kevin wraca do świata żywych.
Toby i Val próbują odkryć co się dzieje - szczególnie w kontekście śmierci i zmartwychwstania Kevina. Utrudnia im to Ambrosius. Opętuje Corbiego i próbuje rozdzielić kochanków - Kevina i Tobiego. Grace ucieka z więzienia przy pomocy swoich magicznych mocy. Ambrosius obezwładnia Tobiego i wrzuca go do morza.
Sezon 2, odcinek 1: To rodzaj magii
Jakimś cudem Toby nie tonie, Kevinowi udaje się uciec przez Ambrosiusem. Toby i Kevin próbują zbudować związek pomimo przeszkód: zarówno tych zwyczajnych jak praca czy dobrze zbudowanych kolesi, jak i nadzwyczajnych, jak magia Ambrosiusa. Van odkrywa, że również ma zdolności magiczne, co niekoniecznie odpowiada jej dziewczynie - Michelle (Erin Cummings). 
W Dante’s Cove pojawia się tajemnicza kobieta - Diana Childs (Thea Gill), która zna zarówno Grace jak i Ambrosiusa. W tym sezonie pojawiają się również inne postaci: Marco Laveau (Gabriel Romero) – nowy właściciel baru "H2Eau" i pracodawca Toby’ego, który nie toleruje w swoim lokalu całego szeregu rzeczy: zbytniej nagości personelu, nieodpowiedniego zachowania gości, a także narkotyków, Kai (German Santiago) – podejrzany typ, obrotny i przystojny; pośrednik wszelkich nielegalnych transakcji i operacji (w tym obrotu miejscowymi narkotykami oraz wręczania łapówek przedstawicielom władzy), robi interesy zarówno z Grace (nadzoruje należący do niej "Pensjonat Dante") jak i z Ambrosiusem (pomaga mu się urządzić we współczesności).
W końcu Toby odkrywa kim jest złowieszczy mag i próbuje go powstrzymać, ostatecznie jednak to Van ratuje sytuację magią i wysyła maga oraz Coriego w głąb morza.
Sezon 2, odcinek 2: Zabawa z ogniem
Po zabiciu Coriego oraz po walce z Ambrosiusem Van postanawia dokładniej studiować księgę magii - prosi o pomoc Grace, która co prawda początkowo próbowała ją zabić, ale ostatecznie potrzebuje pomocnicy by walczyć z Ambrosiusem. Sprawy się komplikują, kiedy okazuje się, że to Diana nauczyła Ambrosiusa magii. Van i Diana się poznają.
Van wymazuje pamięć Michelle. Na tyle skutecznie, że dziewczyna zapomina o ich związku. Co jakiś czas widzi tylko obrazy z przeszłości, ale nie wie skąd się biorą.
Ambrosius nadal próbuje skłócić Tobiego i Kevina, więc Grace i Van nakładają na tego drugiego zaklęcie ochronne. Skutkuje to tym, że Kevin przestaje wiedzieć czego chce - co objawia się tym, że ulega pierwszemu napotkanemu facetowi - nakrywa ich Toby.
Sezon 2, odcinek 3: Razem
Toby i Kevin wyjeżdżają na biwak, gdzie dyskutują o niepewności Kevina. Grace nadal uczy Van magii, ponieważ potrzebuje jej energii do magicznego obrządku, o czym młoda artystka nie wie. Adam zaczyna brać narkotyk zwany 'saint' (święty) – pozyskuje go od Colina (Dylan Vox), właściciela gejowskiego sex klubu. Marco próbuje dać sobie radę z coraz gorszym zachowaniem Adama i tym, że jest interesującym obiektem seksualnym dla Kaia. Grace odkrywa, że Diana jest na wyspie - panie spotykają się, okazuje się, że są siostrami.
Ambrosius, po odkryciu, że Kevin jest pod wpływem zaklęcia, postanawia przespać się z Adamem.
Sezon 2, odcinek 4: Spring Forward
Adam nadal bierze narkotyki i namawia do tego Michelle - przerażeni przyjaciele (Van, Toby i Kevin) próbują go przekonać, by przestał. Chłopak nie zauważa uzależnienia i kończy na seks imprezie u Colina.
Van odkrywa, sprzątając u Diany w domu, starodawne zaklęcie, które ląduje w rękach Grace. Dodatkowo kradnie potłuczoną lalkę - prezent, którym kiedyś Ambrosius obdarował Grace. Zaklęciem okazuje się możliwość osiągnięcia ogromnych mocy magicznych oraz zdolność do jednokrotnego zmienienia przeszłości - Libra Solstice. Grace chce wymazać Ambrosiusa ze swojego życia, Ambrosius chce uratować swojego kochanka, a więc nie dopuścić do odkrycia przez Grace o jego romansie, a Diana chce zabić matkę Grace, zanim ta zabiła ich ojca. Van odkrywa jakie plany wobec niej ma Grace.
Sezon 2, odcinek 5: The Solistice
Czas Libra Solstice się zbliża. Do Dante’s Cove przyjeżdża były chłopak Kevina - Derick ze swoim kolegą Jayem. Chcą się wyszaleć przed ślubem, który Derick będzie miał za tydzień z jakąś dziewczyną. 
Van jest zrozpaczona, ponieważ Michelle popełnia samobójstwo nie mogąc dłużej wytrzymać wizji w swojej głowie. Diana wyjawia jej istnienie Libra Solstice.
Jay naprawia uszkodzoną lalkę, której mocą jest powodowanie, że osoba, która ją trzyma zakochuje się w pierwszej napotkanej osobie - w jego przypadku jest to Van. Derick zakochuje się w Kevinie, Marco i Kai w sobie nawzajem, a w wyniku starań Ambrosiusa (który nazywa siebie Bro) – Toby w Adamie. Wszyscy zostają odczarowani gdy Toby niszczy lalkę.
Ostatecznie w wyniku szantażu, Kevin zostaje poddanym Ambrosiusa. Van oddaje się Grace, by ta uratowała Michelle. W czasie decydującego starcia całą pulę zgarnia Diana, która deklasuje wszystkich i chce uratować świat zabijając własną matkę (która w ten sposób nie przekazałaby mocy Grace, więc ani ona ani Ambrosius nie znaliby magii). Jednak dobro zwycięża i oddaje możliwość zmiany przeszłości Van, która ratuje Michelle.
Gdy wydaje się, że wszystko zmierza ku końcowi pojawia się Ambrosius, który porywa Kevina.